# Jeux de palets (Bretagne)
Pour les articles homonymes, voir palet breton.
Plusieurs jeux de palets sont pratiqués en Bretagne, la plupart consistant à lancer un palet en métal (fonte) de manière à l'envoyer à quelques mètres au milieu d'une cible horizontale et le placer ainsi au plus près d'un palet ou autre objet lancé, ou placé, initialement comme repère à viser par tous les joueurs.

## Palet sur planche

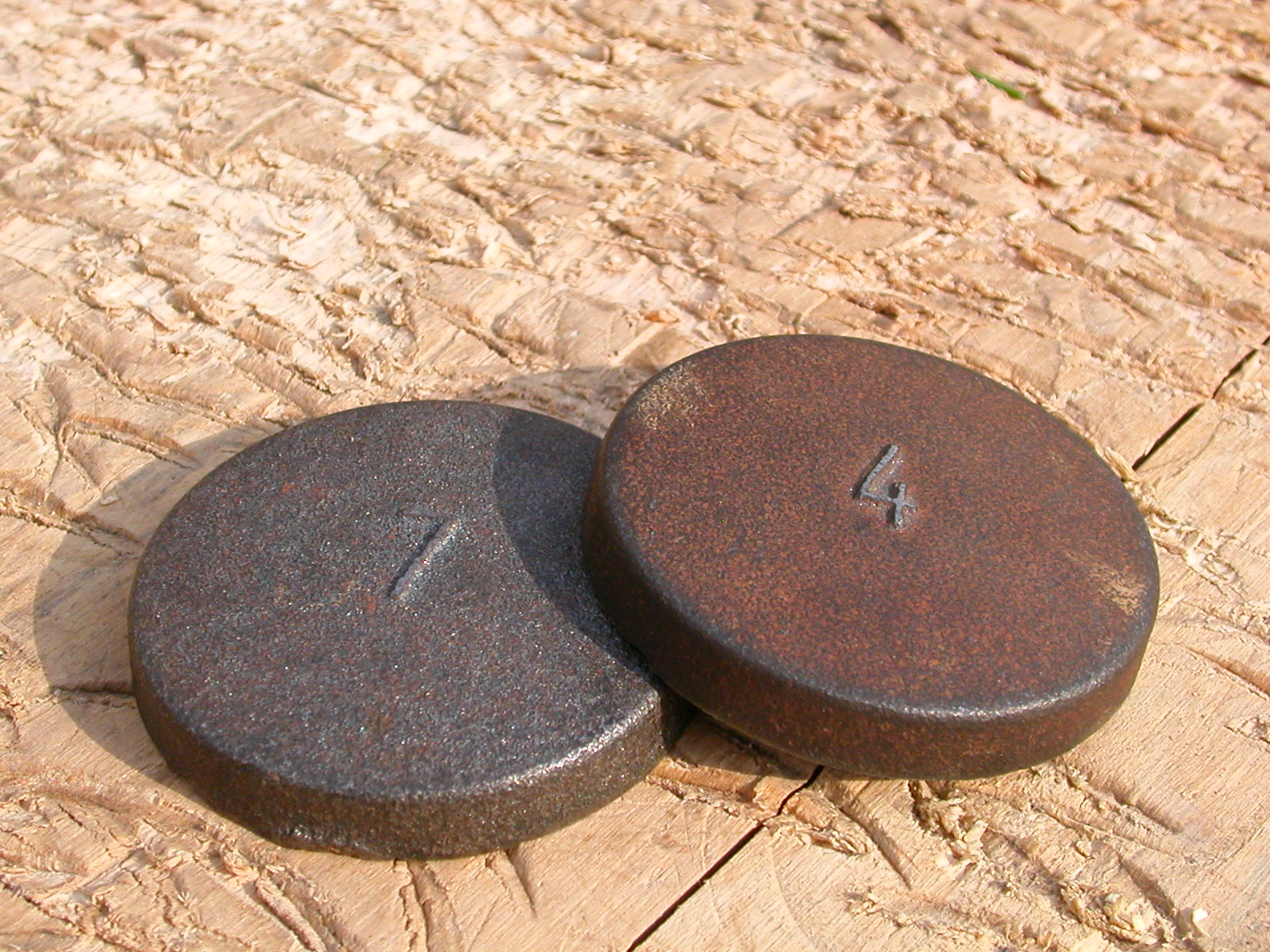
Palets sur planche en bois

Le palet sur planche en bois se joue principalement en Ille-et-Vilaine et dans les départements limitrophes. Très pratiqué avec 250 à 300 compétitions annuelles, il présente quelques variantes moins jouées :
- palet sur cible[2] (Ille-et-Vilaine), inscrit à l'inventaire du patrimoine culturel immatériel en France[3];
- palet sur planche à trous[4] (est de l'Ille-et-Vilaine), inscrit à l'inventaire du patrimoine culturel immatériel en France[3];
- palets sur planches chapées de plomb :
  - palet en laiton sur plaque de plomb[5] (vignoble nantais) ;
  - palet en fonte sur plaque de plomb[5] (sud du pays de Nantes) ;

## Palet sur terre
Le palet sur une surface de terre est pratiqué dans le Poher, le Léon, sur Groix et, pour celui dit « de Loire-Atlantique », en pays de Retz ou pays d'Ancenis.
Il existe quelques variantes :
- le péchou, joué en utilisant des galets comme palets (Plougastel-Daoulas)[7] ;
- le palet sur terre du Centre Bretagne (Côtes d'Armor, Finistère, Morbihan), qui consiste à planter ses palets dans une motte de terre au plus près d'un « maître »[8].

## Palet sur route
Palets joués sur une surface bitumée :
- palet sur route de la presqu’île guérandaise[6] ;
- palet sur route du Morbihan (Pontivy, Le Faouët)[9].

## Jeu de galoche

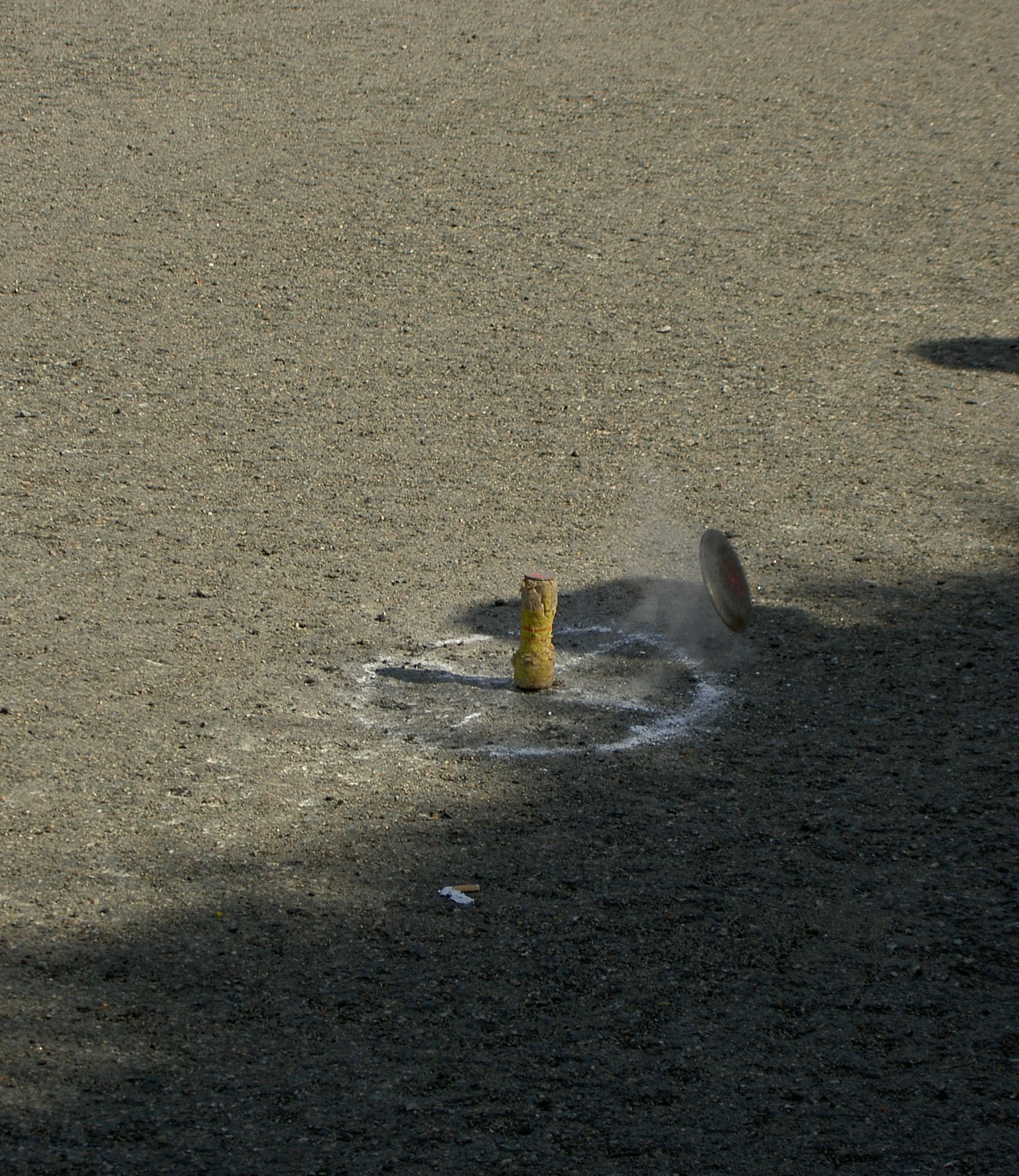
Galoche bigoudène

Ces jeux consistent à chasser une pièce de monnaie placée sur une pièce de bois appelée « galoche » :
- galoche bigoudène (pays Bigouden) ;
- galoche à ruser (Petit Trégor, Poher) ;
- galoche sur billot[10] (Pays de Morlaix)
  - variante du « petit palet » à Lanmeur[11] ;
  - variantes à Assérac[12], Saint-Pol-de-Léon[13], Guérande ;
- « pitao » ou « pibot » (Haute Bretagne)[14] ;

### Autres
Le palet au trépied (pays de Pontivy), consiste à envoyer ses palets dans l'espace délimité par un trépied de chaudron.

## Jeux de kermesse
Les jeux de kermesse, où les palets peuvent parfois être en bois, sont des variantes des jeux de palets souvent destinés aux enfants :
- jeu du sabot, consistant à placer un maximum de palets dans un sabot suspendu à un fil[16], il se rapproche du jeu de la grenouille[17] ; tous deux listés à l'inventaire du patrimoine culturel immatériel en France[3];
- jeu de la boîte à palets[18], consistant à placer les palets dans des cases numérotées. Le palet de Kerdiny est une variante[19] ;

Le billard hollandais est parfois listé comme un jeu de palets breton.

## Voir également
- Jeux de palets